# Centrale nucléaire Enrico Fermi
La centrale nucléaire Enrico Fermi est située près de Newport dans le Berlin Charter Township (comté de Monroe, État du Michigan), à mi-chemin entre la ville de Détroit du Michigan et la ville de Toledo de l'Ohio.

La centrale tient son nom de celui du célèbre physicien nucléaire Enrico Fermi.

## Description
La centrale a vu deux constructions, la première en 1963 et la seconde en 1985 à la suite d'une fusion du premier réacteur. Les deux constructions successives ont été appelées « Fermi 1 » et « Fermi 2 ».
- Fermi 1 : 94 MWe, prototype de réacteur rapide, exploité de 1963 à 1972.

Le 5 octobre 1966, Fermi 1 a subi une fusion partielle du réacteur. Cependant il n'y a pas eu de rejet de radiations en dehors du site et il n'y eut aucun blessé. L'accident avait été causé par une pièce en zirconium qui a obstrué un tube guide du système de refroidissement au sodium. Seuls 2 des 105 assemblages de combustibles ont fondu pendant l'accident. Aucune contamination n'a été décelée en dehors de l'enceinte de confinement.
Cet accident nucléaire est décrit en détail dans l'ouvrage de Charles Perrow Normal Accidents datant de 1984. Il est aussi raconté de façon plus polémique par un journaliste local, John G. Fuller, dans We Almost Lost Detroit en 1976.
Fermi 1 a été fermé le 29 novembre 1972 puis proposé au démantèlement le 31 décembre 1975 lorsque les plans d'une nouvelle installation ont été approuvés ; cependant, la Commission de réglementation nucléaire des États-Unis enclenche le protocole SAFSTOR (Safe Storage) puisque des traces de radioactivité demeurent, ce qui était encore le cas en novembre 2011 selon la NRC.
- Fermi 2 : 1 098 MWe, mis en service en 1985 pour 40 ans (2025).

Le réacteur de Fermi 2 est un réacteur à eau bouillante (REB) construit par General Electric qui appartient à DTE Energy et qui est exploité par sa filiale Detroit Edison. 

### Projet de réacteur
Le propriétaire DTE Energy a récemment annoncé un projet de construction sur le site d'un nouveau réacteur (Fermi 3) en utilisant certaines installations déjà existantes (tours de refroidissement, etc.).